# Epirhyssa celaena
Epirhyssa celaena là một loài tò vò trong họ Ichneumonidae.